# Phaeodesmus longipes
Phaeodesmus longipes är en mångfotingart som först beskrevs av Carl Graf Attems 1896.  Phaeodesmus longipes ingår i släktet Phaeodesmus och familjen orangeridubbelfotingar. Inga underarter finns listade i Catalogue of Life.